# Rachel McAdams
Rachel Anne McAdams (London, Ontario, 17 de noviembre de 1978) es una actriz canadiense. Después de graduarse de un programa de grado en teatro en la Universidad York en 2001, trabajó en producciones cinematográficas y televisivas canadienses, como la película dramática Perfect Pie (2002), por la que recibió una nominación al premio Genie, la película de comedia, My Name Is Tanino (2002) y la serie de comedia Slings and Arrows (2003-2005), por la que ganó un premio Gemini.
En 2002, hizo su debut cinematográfico en Hollywood en la comedia The Hot Chick. McAdams saltó a la fama en 2004 con la comedia Mean Girls y el drama romántico The Notebook. En 2005 protagonizó la comedia romántica Wedding Crashers, el thriller psicológico Red Eye y la comedia dramática The Family Stone. Fue aclamada por los medios como la nueva «it girl» de Hollywood, y recibió una nominación al premio BAFTA como mejor estrella emergente.
Después de un breve año sabático, volvió a la prominencia en 2009 al aparecer en el thriller político State of Play, el romance The Time Traveler's Wife y la película de misterio Sherlock Holmes. En 2010, McAdams apareció como estrella en la película de comedia Morning Glory, y luego protagonizó las películas Midnight in Paris (2011), Sherlock Holmes: Juego de sombras (2011), The Vow (2012) y About Time (2013). En 2015 protagonizó la segunda temporada de la serie de drama criminal de antología de HBO, True Detective, e interpretó a la periodista Sacha Pfeiffer en el drama Spotlight. Por este último fue nominada al Premio Óscar a la mejor actriz de reparto. A esto le siguieron papeles en la película de drama romántico Disobedience (2017) y las comedias Game Night (2018) y Eurovision Song Contest: The Story of Fire Saga (2020).

## Primeros años
Rachel Anne McAdams nació el 17 de noviembre de 1978 en London, Ontario (Canadá), hija de la enfermera Sandra (de soltera Gale) y del camionero Lance McAdams. Creció en St. Thomas en una casa protestante. Es la mayor de tres hermanos; tiene una hermana menor, Kayleen McAdams (nacida en 1982), maquilladora, y un hermano menor, Daniel «Dan» McAdams, entrenador personal. McAdams es de ascendencia escocesa, inglesa, irlandesa y galesa. Su quinto bisabuelo materno, James Gray, fue un guardabosques lealista durante la Revolución de Estados Unidos y huyó a Canadá después de la batalla de Saratoga.
McAdams comenzó a patinar artísticamente cuando tenía cuatro años, pero rechazó la oportunidad de mudarse a Toronto cuando tenía nueve años para entrenar en patinaje en pareja. Compitió en patinaje hasta los 18 años, ganando premios regionales. Más tarde, el patinaje se convertiría en solo un pasatiempo. Ella ha dicho que el patinaje la preparó para la actuación física, porque la entrenó para estar «en sintonía» con su cuerpo.
McAdams se educó en Myrtle Street Public School y más tarde en el Central Elgin Collegiate Institute. Ella ha manifestado que no disfrutaba del trabajo académico y que a menudo fingía estar enferma para evitar ir a la escuela. No obstante, participó activamente en la vida estudiantil. Además de practicar deportes (incluidos voleibol, bádminton y fútbol), McAdams formó parte del consejo estudiantil, participó en el programa Crime Stoppers y fue miembro del Equipo de ayuda entre pares. Trabajó en un restaurante McDonald's durante las vacaciones de verano durante tres años.
McAdams desarrolló un interés por actuar por primera vez cuando tenía siete años y, aunque sus padres no la desanimaron, no «salieron y le buscaron un agente». Asistió a los campamentos de verano de Disney y Shakespeare como una niña. Desde los 12 años, McAdams participó en las producciones de Original Kids Theatre Company, Londres. En su adolescencia, dirigió producciones de teatro para niños. También participó en producciones teatrales escolares, sobre todo ganando un premio de actuación en el Festival de Teatro Sears Ontario. Se inspiró en dos de sus maestros, quienes le enseñaron inglés y teatro, respectivamente, en los grados 11.º y 12.º. McAdams tenía la intención de realizar estudios culturales en la Universidad de Western Ontario, antes de que su profesor de teatro la convenciera de que una carrera profesional como actriz era una opción viable. Se inscribió en el programa de teatro de cuatro años de la Universidad de York y se graduó con una licenciatura con honores en Bellas Artes en 2001. Mientras estaba en la universidad, McAdams trabajó con la Compañía de Teatro del Ángel Necesario con sede en Toronto.

## Carrera

### 2001-2003: primeros trabajos
En 2001, McAdams hizo su debut televisivo en el piloto de MTV, Shotgun Love Dolls como Beth Swanson, que fue filmado durante las vacaciones de primavera de la Universidad de York. También hizo su debut cinematográfico canadiense ese año en la comedia My Name Is Tanino. La coproducción italo-canadiense se filmó en Sicilia cuando McAdams tenía 22 años, y marcó su primera vez en un avión. Más tarde, McAdams obtuvo una nominación al premio Genie en Canadá por su papel en el drama Perfect Pie. En 2002, hizo su debut cinematográfico en Hollywood con Rob Schneider y Anna Faris en la comedia The Hot Chick, que McAdams ha descrito como un «gran hito» en su carrera. Interpretó a una estudiante de secundaria maliciosa que intercambia cuerpos con el personaje de Schneider, un delincuente de poca monta. Kevin Thomas del Los Angeles Times, sintió que «emerge como una joven actriz prometedora», mientras que, para el Daily Mail, Christopher Tookey describió a McAdams y Faris como «talentos para observar, pero están decepcionados por todo lo que los rodea». La película recaudó $54 millones en todo el mundo. Posteriormente, McAdams regresó a Canadá para interpretar a Kate McNab en Slings and Arrows, una miniserie de comedia sobre la vida teatral entre bastidores en el ficticio New Burbage Shakespearean Festival. Fue eliminada de la segunda temporada del programa luego de su éxito en los Estados Unidos. Recibió dos nominaciones al premio Gemini por su trabajo en el programa, ganando una.

### 2004-2005: gran avance
El gran papel de McAdams llegó en 2004 cuando protagonizó la película de comedia Mean Girls junto a Lindsay Lohan, Lacey Chabert y Amanda Seyfried, basada en el libro de Rosalind Wiseman, Queen Bees and Wannabes. McAdams tenía 24 años cuando fue elegida para interpretar a la mala reina de la escuela secundaria Regina George, y modeló su personaje a partir de la actuación de Alec Baldwin en el drama Glengarry Glen Ross (1992). Mike Clark de USA Today elogió su «estilo cómico» mientras que Jenny McCartney de The Daily Telegraph la encontró «deliciosamente odiosa». Mick LaSalle del San Francisco Chronicle sintió que «McAdams aporta glamour y magnetismo a Regina, pero también el indicio correcto de distancia cómica». La película recaudó $129 millones en todo el mundo y le valió a McAdams dos premios MTV Movie Awards además de cinco nominaciones en los Teen Choice Awards. Mean Girls más tarde alcanzó el número 12 en una lista de Entertainment Weekly de las mejores películas de secundaria de la historia. Tina Fey, quien coprotagonizó la película y escribió el guion, le ha dado crédito a McAdams por haberle enseñado a actuar frente a una cámara en lugar de una audiencia: «Ella es una actriz de cine. No está presionando. Así que aprendí esa lección de observarla».

McAdams con Ryan Gosling en los premios MTV Movie Awards 2005.

Más tarde, en 2004, McAdams protagonizó junto a su compañero canadiense Ryan Gosling en el drama romántico The Notebook, basado en la novela homónima de Nicholas Sparks. Interpretó a Allie Hamilton, una adinerada belleza sureña que tiene un romance prohibido con el pobre trabajador de Gosling, Noah Calhoun. McAdams pasó un tiempo en Charleston (Carolina del Sur), antes de la filmación para familiarizarse con el acento sureño, y tomó clases de ballet y etiqueta. El rodaje tuvo lugar desde finales de 2002 hasta principios de 2003. Aunque McAdams y Gosling se involucraron sentimentalmente en 2005, tuvieron una relación combativa en el set. «Inspiramos lo peor el uno del otro», ha dicho Gosling. «Fue una experiencia extraña, hacer una historia de amor y no llevarse bien con tu coprotagonista de ninguna manera». En un momento, Gosling le pidió al director de la película, Nick Cassavetes, que «traer a alguien más para mi toma fuera de cámara» porque sintió que McAdams no estaba cooperando. Stephen Holden de The New York Times elogió las interpretaciones «espontáneas y combustibles» de los dos protagonistas, mientras que Roger Ebert quedó cautivado por la «belleza y claridad» de la actuación de McAdams. Michael Wilmington del Chicago Tribune la declaró «un verdadero descubrimiento» que «infunde a la joven Allie esa radiante gracia y encanto ingeniosos que rompen corazones». La película recaudó más de $115 millones en todo el mundo. McAdams ganó un premio MTV Movie Award y cuatro premios Teen Choice Awards. Entertainment Weekly ha dicho que la película contiene el Mejor Beso de Película de todos los tiempos mientras que Los Angeles Times ha incluido una escena de la película en una lista de los 50 Besos de Películas Clásicas. The Notebook ha aparecido en muchas listas de películas más románticas. «Estoy muy agradecida de tener una película a la que la gente responde de esa manera», le dijo McAdams a Elle en 2011. «Fue un trabajo de gran importancia».
En 2005, McAdams actuó junto a Owen Wilson, Vince Vaughn y Bradley Cooper en la comedia romántica Wedding Crashers. McAdams interpretó a la hija de un político influyente, que está atrapada en un triángulo amoroso con los personajes de Wilson y Cooper. McAdams escuchó repetidamente la canción de 1975 de Fleetwood Mac «Landslide» para prepararse para las escenas emocionales, y Wilson ha dicho que la canción la hizo llorar de inmediato: «Fue como abrir un grifo». Se entrenó para obtener una certificación de navegación para una secuencia de navegación porque se decía que su personaje era un marinero consumado. Manohla Dargis de The New York Times sintió que McAdams «aprovecha al máximo su carácter subdesarrollado» y «se vuelve más atractivo con cada nuevo papel». Brian Lowry de Variety encontró en ella «una presencia seductora» que «de hecho crea un personaje real, una rareza para las mujeres en una de estas aventuras de lad-mag». Con un presupuesto de producción de $40 millones, la película recaudó más de $285 millones en todo el mundo.
Posteriormente, McAdams actuó junto a Cillian Murphy y Jayma Mays en el thriller psicológico Red Eye de Wes Craven, donde interpretó a una joven gerente de hotel que está cautivada por el personaje de Murphy mientras viajaba a bordo de un vuelo nocturno. Craven ha dicho que McAdams fue la única actriz que consideró para el papel. Se sintió atraída por las cualidades identificables de su personaje: «No era una súper mujer sudada, con camiseta sin mangas y con Uzi». Robert Koehler de Variety la encontró «cada vez más impresionante», mientras que Roger Ebert del Chicago Sun-Times afirmó que «aporta más presencia y credibilidad a su papel de lo que realmente se espera; actúa sin traicionar la menor conciencia de que está dentro de un género. Su actuación la califica para papeles de trabajo pesado». Tras su estreno, la película, que se hizo con un presupuesto de $26 millones, ganó más de $95 millones en la taquilla mundial. A finales de 2005, McAdams protagonizó junto a Sarah Jessica Parker y Diane Keaton la comedia dramática familiar de temporada The Family Stone, que le dio a McAdams la oportunidad de interpretar a una hermana desaliñada y sardónica, en lugar de los habituales papeles «obvios» de novia o esposa. Estaba ansiosa por trabajar con Keaton y comentó: «Para mí, nunca se trata de contar líneas. Se trata de la gente con la que trabajo». Justin Chang de Variety señaló que «una McAdams sin glamour pero radiante demuestra una vez más que ella es la auténtica, la que ofrece una enérgica actuación deliciosa». Manohla Dargis de The New York Times sintió que su «presencia cautivadora en la pantalla atrae su atención y simpatía a pesar de la desventaja que presenta la personalidad de su personaje». La película fue un éxito comercial: costó $18 millones y recaudó más de $92 millones en todo el mundo.

### 2006-2010: pausa profesional y regreso

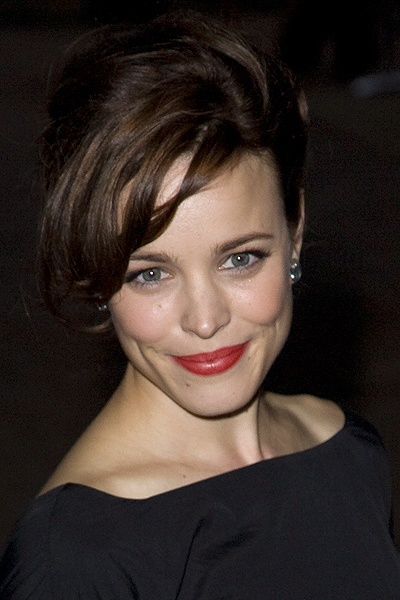
McAdams en el Festival Internacional de Cine de Toronto (2007).

En este punto de su carrera, McAdams fue aclamada como «la próxima Julia Roberts» y la nueva «it girl de Hollywood». Vanity Fair invitó a McAdams, junto con las actrices Scarlett Johansson y Keira Knightley, a aparecer en su portada de marzo de 2006, la edición anual de Hollywood. Al llegar al set de fotos, McAdams descubrió que era una sesión desnuda, se negó y se fue. Posteriormente se separó de su publicista en ese momento, quien no le había informado con anticipación. Knightley relató más tarde: «Al principio, Rachel dijo: 'No, no me gusta eso'. Es una chica encantadora y realmente la respeto por hacer eso». Cuando se le preguntó sobre el incidente en 2008, McAdams dijo que «no se arrepintió». McAdams se tomó un descanso de su carrera cinematográfica de 2006 a 2007. «Había demasiadas maquinaciones en la cocina, muchas voces a mi alrededor, y quería alejarme para poder escuchar mi propia voz de nuevo», dijo McAdams en 2013. «La verdad, nunca quise ser un gran estrella de cine. Ni siquiera quise trabajar fuera de Canadá, o fuera del teatro». Durante ese período, McAdams rechazó papeles en las películas The Devil Wears Prada (2006), Casino Royale (2006), Mission: Impossible III (2006) y Get Smart (2008). En febrero de 2006 hizo una aparición única en el escenario en Los monólogos de la vagina en St. Lawrence Centre for the Arts, Toronto para recaudar fondos para V-day. Ese mismo año, McAdams recibió una nominación al premio a la estrella emergente de la Academia Británica de las Artes Cinematográficas y de la Televisión y presentó los Premios Óscar en el apartado de logros técnicos.
McAdams regresó a su carrera cinematográfica en 2008. Protagonizó con Pierce Brosnan y Chris Cooper la película de cine negro Married Life ambientada en la década de 1940, donde interpretó a Kay Nesbitt, una joven viuda que se gana el afecto de los personajes mayores de Brosnan y Cooper. En preparación para el papel, McAdams estudió películas antiguas, en particular las de Kim Novak. Ella ha dicho que el rodaje de la película la revitalizó y la inspiró, y la hizo ansiosa por continuar trabajando con más frecuencia nuevamente. Lisa Schwarzbaum de Entertainment Weekly encontró McAdams «una visión particularmente encantadora después de su intermedio de dos años». Todd McCarthy de Variety, criticó su ruptura con la gran pantalla, pero sintió que, a pesar de una interpretación de «sentimiento tierno», «su vivacidad y espontaneidad naturales se ven limitadas» por el formato del cine negro. La película tuvo un lanzamiento limitado y fue un fracaso de taquilla. Recaudó poco más de $2 millones en todo el mundo, sin poder recuperar su presupuesto de producción de $12 millones.
Posteriormente, McAdams protagonizó junto a Tim Robbins y Michael Peña la comedia dramática de viajes por carretera The Lucky Ones, una historia sobre tres soldados de la guerra de Irak en un breve viaje por carretera de regreso a los Estados Unidos. Se entrenó en un campo de entrenamiento real, en Fort Campbell, Kentucky, antes de la filmación. En 2011, McAdams dijo que Colee Dunn era «probablemente uno de mis personajes favoritos que he interpretado». La película también tuvo un estreno limitado y Laura Kern de The New York Times la encontró «luminosa como siempre» mientras que Roger Ebert del Chicago Sun-Times elogió la actuación como «su mayoría de edad como actriz». «Anteriormente, se la veía principalmente como una chica sexy o una novia idealizada», escribió. «Aquí ella es luchadora, vulnerable, valiente, cálida, divertida... Mira la conmoción de la escena cuando conoce a la familia de su novio». Owen Gleiberman de Entertainment Weekly la encontró «luchadora, hermosa y tan voluble como una anillo de humor». The Lucky Ones es la película de menor éxito comercial de la carrera de McAdams en 2012, habiendo recaudado solo $266,967 en todo el mundo.

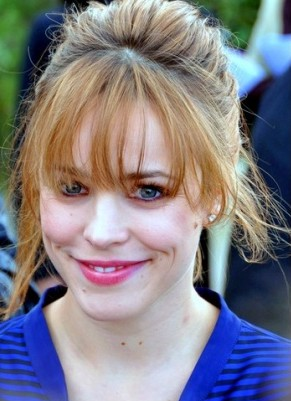
McAdams en el Festival de cine estadounidense de Deauville

En 2009, McAdams protagonizó junto a Russell Crowe, Helen Mirren y Ben Affleck el thriller político State of Play, basado en la serie de televisión dramática de la BBC del mismo nombre. McAdams interpretó a Della Frye, una reportera en línea que investiga una posible conspiración con el personaje de Crowe, una veterana periodista impresa. McAdams visitó las oficinas de The Washington Post y se reunió con políticos en Capitol Hill para realizar su investigación. Gleiberman de Entertainment Weekly sintió que estaba «perfectamente elegida para interpretar a una maravilla ambiciosa», mientras que Sukhdev Sandhu de The Daily Telegraph señaló que «McAdams, con sus ojos vivos y su frente grande y expresiva, se mantiene firme contra Crowe. Afortunadamente, evita cualquier tentación de jugar femenino y recatado con su canoso macho alfa». La película recaudó más de $87 millones en todo el mundo. También en 2009, McAdams actuó junto a Eric Bana en el drama romántico de ciencia ficción The Time Traveler's Wife, basado en la novela homónima de Audrey Niffenegger más vendida. McAdams se enamoró «locamente» de la novela, pero al principio se mostró un poco reacio a aceptar el papel porque Clare Abshire, la sufrida esposa, es un «personaje que la gente ya tiene en la cabeza». Peter Travers de Rolling Stone dijo: «Vería a la vibrante Rachel McAdams y Eric Bana en cualquier cosa, pero The Time Traveler's Wife lo está presionando». Betsy Sharkey de Los Angeles Times la encontró «luminosa [todavía], lamentablemente, su habilidad como actriz está en vano». Escribiendo en The Chicago Tribune, Michael Phillips, en una crítica por lo demás tibia, dijo sobre su actuación: «Cada escena en la que está, incluso las más tontas, se vuelve mejor, más verdadera, a menudo contra todo pronóstico, porque ella está en ello. Su trabajo se siente emocionalmente espontáneo pero técnicamente preciso. Tiene un toque inusualmente fácil tanto con la comedia como con el drama, y nunca retiene un momento melodramático como rehén». La película fue un éxito comercial, recaudando más de $101 millones en todo el mundo.

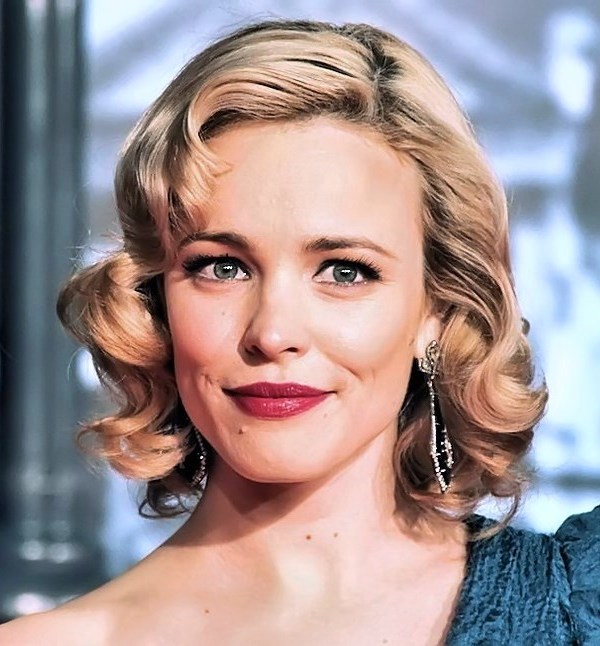
McAdams en el estreno de Sherlock Holmes en 2009

A finales de 2009, McAdams protagonizó la película de misterio/acción y aventuras Sherlock Holmes con Robert Downey, Jr. y Jude Law. Interpretó a Irene Adler, una antagonista e interés amoroso del personaje principal de Downey, Sherlock Holmes, y agradeció la oportunidad de interpretar a un personaje que es «su propio jefe y un verdadero espíritu libre». Todd McCarthy de Variety, sintió que su personaje «no estaba muy bien integrado en el resto de la historia, una deficiencia sobre la que McAdams, normalmente ingeniosa, no puede hacer mucho». A. O. Scott de The New York Times, declaró: «La Sra. McAdams es una actriz perfectamente encantadora y actúa con valentía como la tercera rueda de este triciclo de acción y bromance. Pero Irene se siente en esta película más como una invención comercial un tanto cínica. Ella ofrece algo para las damas y también algo para los muchachos, a quienes, por mucho que les gusten las peleas, las explosiones, las armas y las persecuciones, también les gustan las chicas». La película fue un gran éxito comercial, ganando más de $524 millones en la taquilla mundial.
En 2010, McAdams protagonizó con su coprotagonista de The Family Stone, Diane Keaton, y Harrison Ford la comedia Morning Glory. Interpretó a una productora de televisión que intentaba mejorar los bajos índices de audiencia de un programa de televisión matutino. La película fue anunciada como un vehículo protagonista de McAdams. Inicialmente sintió que no era adecuada para el papel y dijo: «No soy graciosa. Así que dije, 'si necesitas que sea graciosa, es posible que quieras buscar en otro lado'». El director de la película, Roger Michell, tuvo varias cenas con McAdams y la convenció para que se uniera al elenco. Desde que trabajó con Keaton, McAdams la ha descrito como una figura mentora. Kenneth Turan de Los Angeles Times dijo que McAdams «ofrece el tipo de actuación que vamos al cine», mientras que Roger Ebert del Chicago Sun-Times sintió que interpretó «una protagonista tan adorable como cualquiera desde Amy Adams en Junebug» en una película que de otro modo sería «rutinaria». Lou Lumenick del New York Post quedó impresionado por «su don para la comedia física», al igual que Andrew Barker de Variety. Si bien Manohla Dargis de The New York Times sintió que «desempeña su papel excepcionalmente bien» y es «agradable sin esfuerzo», pidió a Hollywood que le diera partes «dignas» de su talento. «La Sra. McAdams tiene que depender de sus hoyuelos para salir adelante. Lo hace, pero podría hacerlo mejor». La película fue un éxito comercial modesto, recaudando $58 millones en todo el mundo con un presupuesto de producción de $40 millones. McAdams expresó más tarde su decepción de que la película no hayase logrado encontrar una audiencia más amplia.

### 2011-2014: trabajo con autores
En 2011, McAdams protagonizó la comedia romántica y fantástica Midnight in Paris de Woody Allen con su coprotagonista de Wedding Crashers, Owen Wilson, y Michael Sheen. La película inauguró el Festival de Cannes de 2011. McAdams interpretó a Inez, la astuta prometida del personaje de Wilson, Gil. Allen le escribió la parte de McAdams, después de escuchar «informes entusiastas» de su amiga y ex coprotagonista Diane Keaton. Dijo que estaba «loco por Rachel» y quería darle la oportunidad de interpretar algo más que «chicas guapas». La película se rodó en París y McAdams ha dicho que la experiencia «siempre tendrá un gran lugar en mi corazón». Hadley Freeman de The Guardian criticó que ella «se ha transformado de lo dulce en Wedding Crashers a la perra que aplasta los sueños en la que, según las comedias estadounidenses, las mujeres se convierten una vez que atrapan a su hombre». Richard Corliss de Time «sintió pena por McAdams, cuya presencia usualmente ganadora se convierte en un cliché hostil». Sin embargo, Kenneth Turan de Los Angeles Times sintió que «maneja hábilmente un papel que es menos amable de lo habitual para ella» y A. O. Scott de The New York Times la encontró «magníficamente acelerada». Se convirtió en la película más taquillera de Allen en Norteamérica y fue la película independiente de mayor éxito comercial de 2011. Con un presupuesto de producción de $17 millones, la película ha recaudado más de $151 millones en todo el mundo. McAdams, junto a otros seis miembros del elenco, recibió una nominación al Premio del Sindicato de Actores al mejor reparto de una película. Allen ganó el Premio Óscar al mejor guion original y la película en sí fue nominada a otros tres Premios Óscar, incluida a la de mejor película del año.

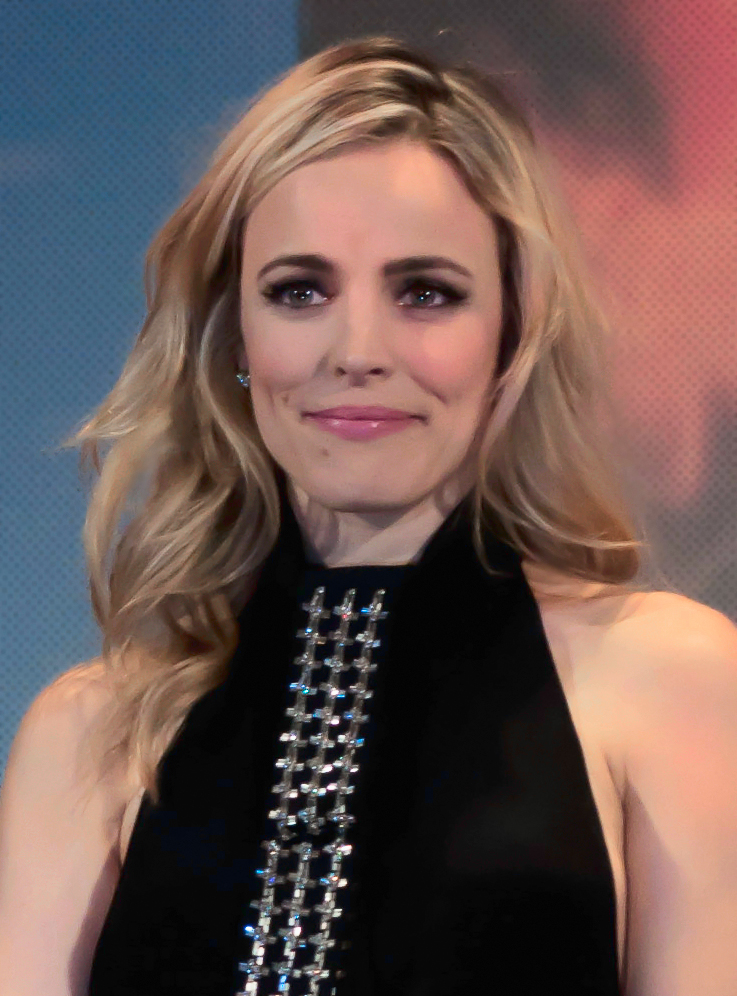
McAdams en el Festival Internacional de Cine de Toronto de 2012

McAdams repitió su papel de Irene Adler en la secuela de misterio/acción y aventuras Sherlock Holmes: Juego de sombras, pero el papel principal femenino fue interpretado por Noomi Rapace. Joel Silver, el productor de la película, ha dicho que «siempre tuvimos la intención de tener un tipo diferente de chica para cada película» en la línea de las chicas Bond. Le resultó «complicado» persuadir a McAdams para que volviera en un papel más pequeño: «Le encantaba estar con nosotros, pero esperaba tener un papel más importante». Joe Morgenstern de The Wall Street Journal sintió que «ella desaparece demasiado pronto en esta secuela sobre-producida y encantada, y también lo hace el espíritu de brillante invención que hizo de la película anterior una sorpresa tan agradable». Scott Mendelson de The Huffington Post comentó que ella «exhibe mucha más personalidad y encanto pícaro en su pocos momentos aquí que en toda la película anterior. Liberada de las limitaciones de ser el interés amoroso de facto, McAdams disfruta de la oportunidad de convertirse en una villana completa». La película ha recaudado más de $543 millones en todo el mundo.
En 2012, McAdams actuó junto a Channing Tatum en el drama romántico The Vow, basado en una historia real. McAdams y Tatum interpretaron a una pareja de recién casados que intenta reconstruir su relación después de que un accidente automovilístico deja a la esposa sin recuerdos de quién es él o de su matrimonio. McAdams se sintió atraída por la «montaña rusa» que enfrentaba su personaje y encontró interesante que la historia fuera contada «a través de los ojos del tipo». A. O. Scott de The New York Times declaró que «la adorable y con hoyuelos Rachel McAdams» aporta «suficiente encanto físico y calidez emocional para distraer la atención del entorno raído y la trama delgada como el papel». Joseph Amodio de Newsday sintió que McAdams, «exudando su extraña calidez habitual en la pantalla», «es el verdadero atractivo». Sin embargo, Betsy Sharkey del Los Angeles Times sintió que estaba «perdida» en el papel: «Es una actriz tan atractiva que es difícil no desear que alguien pueda hacer un mejor uso de ella». Mary Pols de Time consideró que la película era un ejemplo de McAdams «deslizándose» en películas «descaradamente románticas» y afirmó que «es una actriz mucho más versátil e inteligente» de lo que esos proyectos sugerirían. La película, financiada con $30 millones, fue un gran éxito comercial y se convirtió en su mayor éxito de taquilla en un papel principal. Encabezó la taquilla de Estados Unidos y ha recaudado más de $196 millones en todo el mundo.
En 2013, McAdams coprotagonizó junto a Ben Affleck en el drama romántico de Terrence Malick, To the Wonder. McAdams interpretó a una trabajadora de un rancho de caballos en Oklahoma y el interés amoroso del personaje de Affleck. Encontró que Malick era un director «increíblemente útil»; discutieron su carácter en detalle y él la llevó a un recorrido por el pueblo local, señalando en qué casa habría crecido y dónde habría asistido a la escuela. Tras su limitado estreno en cines en Estados Unidos, la película polarizó a los críticos de cine. Oliver Lyttelton de IndieWire señaló que «McAdams es la que menos tiene que hacer de los principales, pero está maravillosamente angustiada y triste en sus breves apariciones». Posteriormente, McAdams protagonizó el thriller erótico Passion de Brian De Palma junto a Noomi Rapace. Interpretaron a dos ejecutivas de empresas enzarzadas en una lucha por el poder. De Palma vio la actuación de McAdams en Mean Girls y decidió contratarla como Christine. La película se estrenó en cines seleccionados de Estados Unidos, recibiendo críticas promedio de los críticos. Gleiberman, de Entertainment Weekly, señaló que McAdams «usa su sonrisa sexy y su expresión enfática para atrapar a cierto tipo de jefe alborotador que incrusta su agresión en una 'sinceridad' descarada», mientras que Robert Abele del Los Angeles Times comentó: «McAdams y Rapace son gestualmente torpes y tremendamente mal interpretados: más hermanas de hermandad en una disputa que antagonistas del poder intergeneracionales».

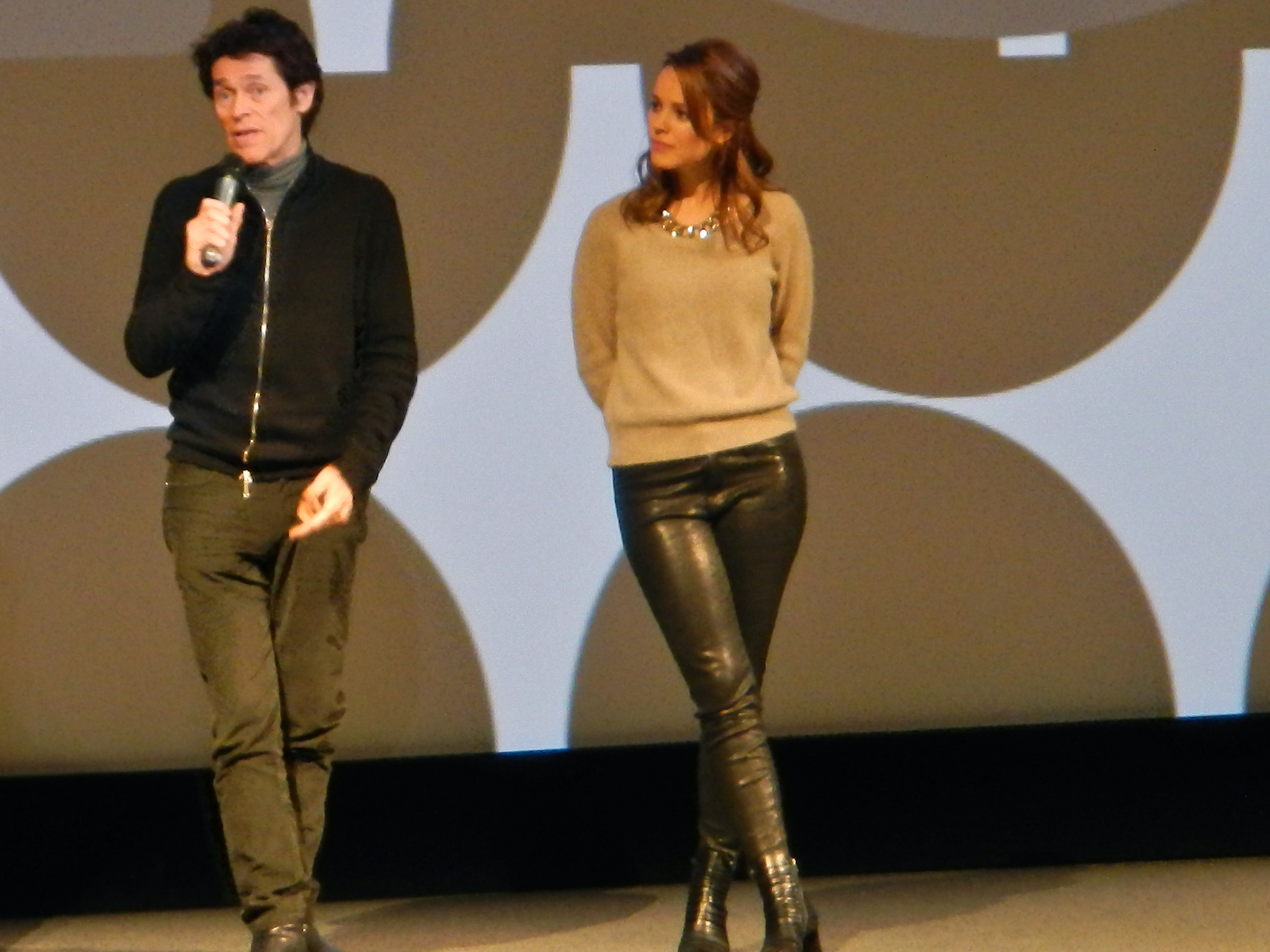
McAdams junto a Willem Dafoe para la proyección de la película El hombre más buscado en el Festival de Cine de Sundance de 2014

En 2013, McAdams protagonizó la comedia dramática romántica de Richard Curtis, About Time, junto a Domhnall Gleeson. Originalmente estaba previsto que Zooey Deschanel interpretara el papel de McAdams, pero se retiró poco antes de que comenzara la filmación. Fanática de Curtis durante años, McAdams quería trabajar con él en lo que, según él, sería su último proyecto como director. La película fue un éxito comercial en la taquilla internacional, y McAdams tuvo una recepción positiva entre los críticos, con Leslie Felperin de Variety elogiándola a ella y a Gleeson por su «química radiante y creíble» que «mantiene la película en alto». Al año siguiente, McAdams protagonizó junto a Philip Seymour Hoffman una adaptación del thriller de espionaje de John le Carré, El hombre más buscado, dirigida por Anton Corbijn. El intento de McAdams de utilizar un acento alemán fue criticado por algunos críticos. Richard Lawson de Vanity Fair señaló que McAdams tuvo «un poco menos de éxito con su acento» que su coprotagonista Hoffman pero, no obstante, «demuestra una presencia tan inteligente, conmovedora y magnética como siempre». A finales de 2014, McAdams recibió una estrella en el paseo de la fama de Canadá.

### 2015-presente:Spotlighty más allá

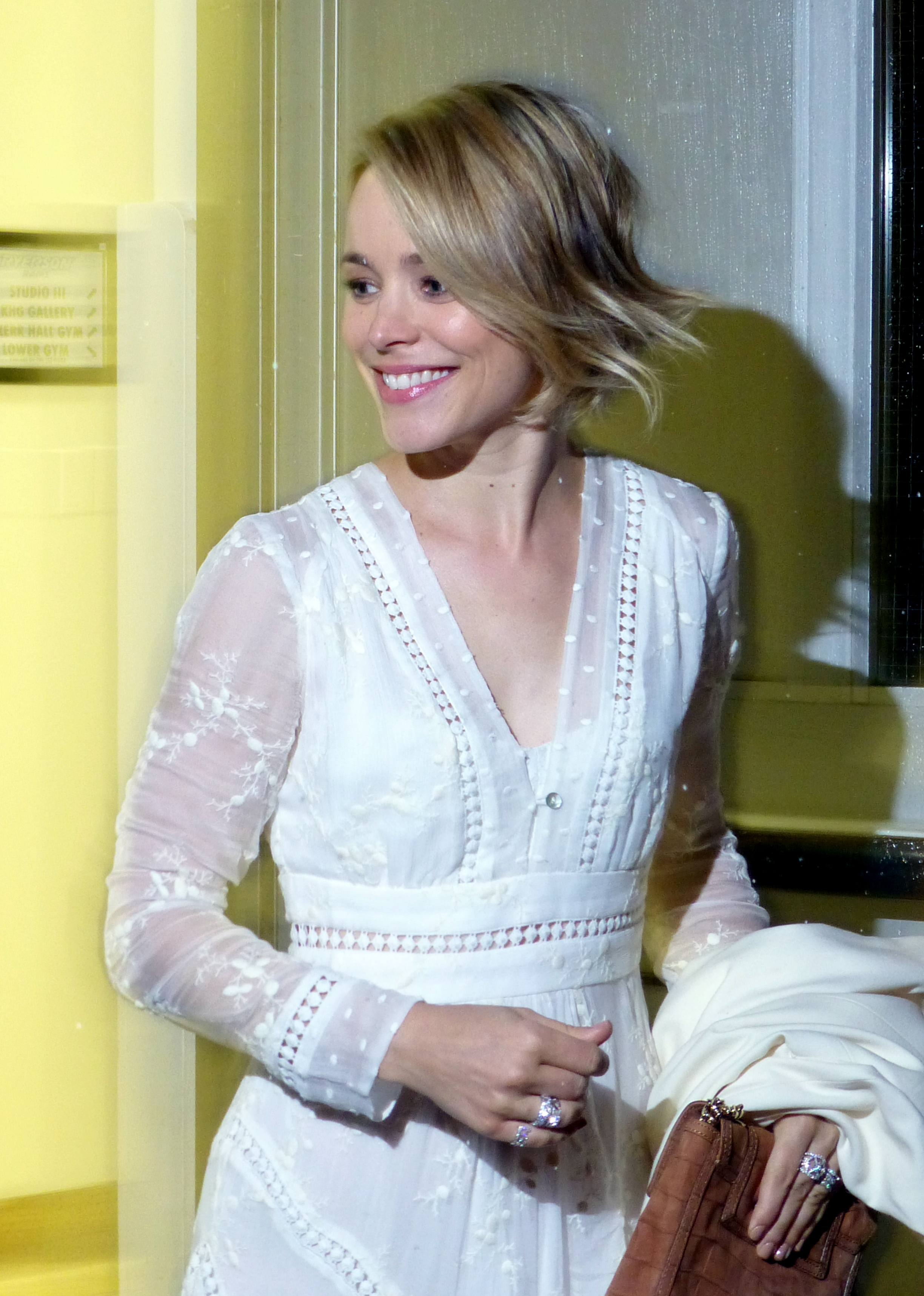
McAdams en el Festival Internacional de Cine de Toronto de 2015

En 2015, McAdams actuó junto a Michael Keaton, Mark Ruffalo y Stanley Tucci como la periodista Sacha Pfeiffer en Spotlight de Tom McCarthy, el drama ganador del Óscar a la mejor película, que retrata la historia real de un equipo de periodistas de The Boston Globe que investigó casos de abuso sexual de menores por miembros de la arquidiócesis Católica de Boston. Para prepararse para su papel, McAdams pasó un tiempo con Pfeiffer. La película obtuvo elogios de la crítica universal, principalmente por su historia detallada y las actuaciones del elenco. Aunque Justin Chang de Variety sintió que McAdams imbuyó a su personaje de «sensibilidad y coraje», sin embargo, se sorprendió por su posterior nominación al Premio Óscar: «[La actuación] tiene el tipo de sutileza fina que los votantes rara vez notan. Eche otro vistazo ... en esa escena en la que ella anima gentil y hábilmente a un sobreviviente de abuso a que descubra sus secretos más lacerantes: una pequeña clase magistral sobre cómo el simple acto de escuchar puede convertirse en un conducto para la compasión». Por su papel, McAdams recibió nominaciones para el Óscar a la mejor actriz de reparto y para el Premio de la Crítica Cinematográfica a la mejor actriz de reparto, y nominaciones del Premio del Sindicato de Actores en las categorías de mejor actriz de reparto y mejor elenco en una película, en cuya última categoría ganó con el film Spotlight.
Luego protagonizó con Bradley Cooper —con quien actuó en Wedding Crashers—, Emma Stone y John Krasinski, la comedia dramática romántica Aloha de Cameron Crowe. Interpretó a la exnovia del personaje de Cooper, que está casada con el personaje de Krasinski y tiene dos hijos. Si bien la película recibió una reacción negativa y controversia tanto de la crítica como del público, McAdams fue elogiada. Wesley Morris de Grantland comentó: «Alguien que pueda hablar el idioma de Crowe realmente ayuda. McAdams podría ser el mejor que haya tenido...[Ella] pone la cantidad perfecta de aire en sus líneas, dando a las palabras una ligereza que combina optimismo, diversión y resignación. Nunca ha parecido más hermosa, más instintiva o más presente». Mark Olsen de Los Angeles Times sintió que «probablemente interpreta al personaje femenino más fuerte y redondeado que Crowe ha escrito jamás, una mujer que de repente se pone boca a boca con la vida que tiene y la que podría haber tenido, y la actriz aporta una terrenalidad fundamentada y no forzada al papel que es un placer ver».
Coprotagonizó con Jake Gyllenhaal en el drama de boxeo Southpaw (2015), donde interpretó a la esposa del personaje de Gyllenhaal. La película recibió críticas mixtas, pero A.O. Scott, de The New York Times, admitió: «Presenta a algunos jugadores bastante atractivos. Hay cosas peores que ver en el multiplex que la Sra. McAdams jugando una dura galleta al lado de su hombre». Coprotagonizó con James Franco, Charlotte Gainsbourg y Marie-Josée Croze el drama Every Thing Will Be Fine, de Wim Wenders. La película recibió un lanzamiento limitado en Estados Unidos en diciembre de 2015. Guy Lodge de Variety comentó: «La pobre McAdams, luciendo un cabello sensato y un acento continental de bacalao verdaderamente desconcertante, continúa su racha ingrata de intereses amorosos necesitados y abandonados en proyectos de autor de renombre». Ese mismo año, McAdams regresó a la televisión y actuó como Det. Ani Bezzerides en la segunda temporada del drama criminal antológico de HBO True Detective con su coprotagonista de Wedding Crashers Vince Vaughn, Colin Farrell y Taylor Kitsch. Si bien la temporada recibió críticas mixtas, el desempeño de McAdams fue elogiado. Richard Vine de The Guardian comentó: «Si hay alguien con alguna posibilidad de disfrutar de un 'McConaughaissance' aquí, probablemente sea McAdams, una actriz cuyos personajes se asocian más con la muerte de la comedia romántica que con asesinatos que involucran a personas con los ojos quemados por el ácido. Aquí, su Ani es un desastre convincente». Recibió una nominación al Premio de la Crítica Televisiva como mejor actriz en una película o miniserie por su papel. También en 2015, McAdams interpretó a Buttercup en una lectura en vivo de The Princess Bride en LACMA.

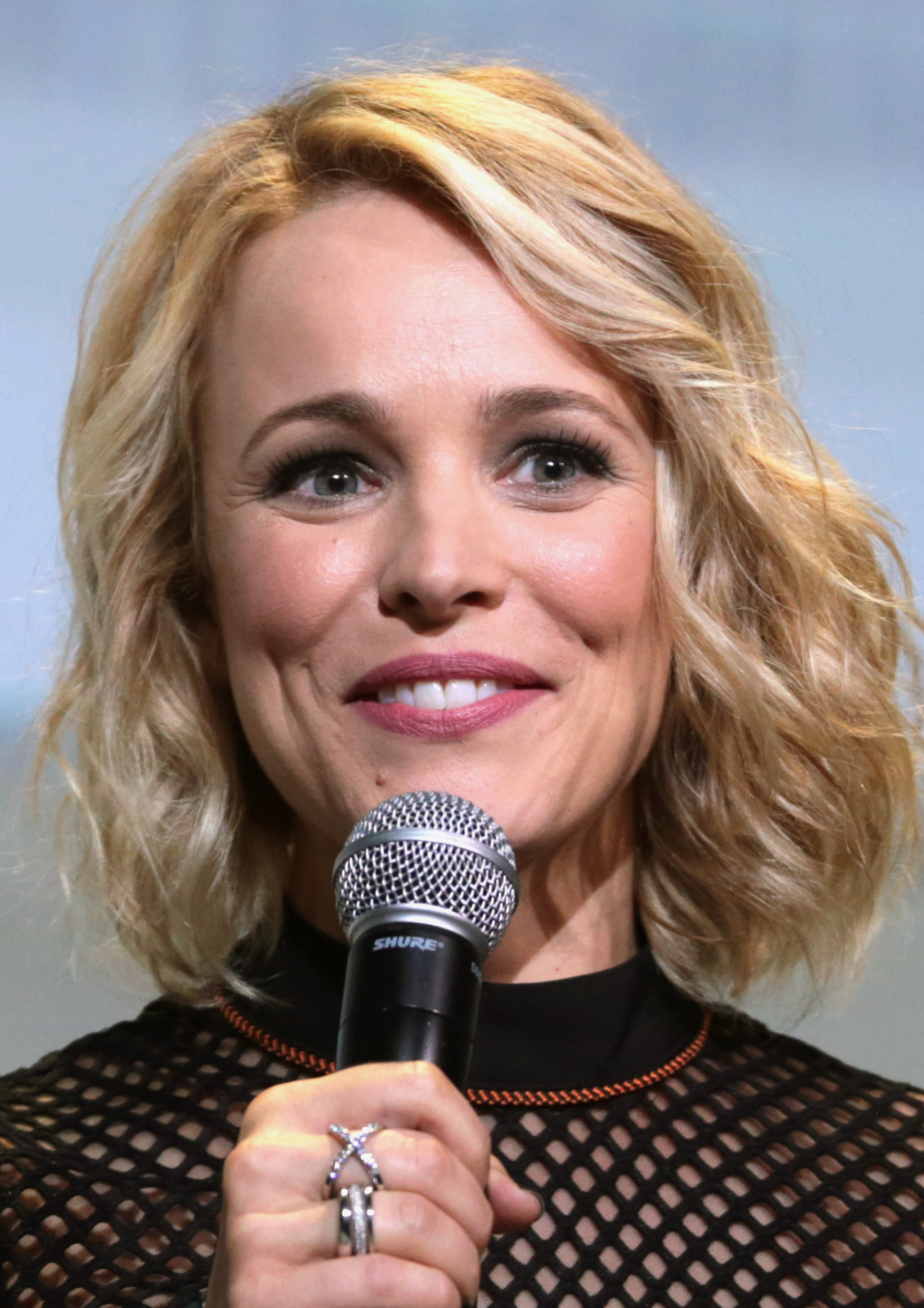
McAdams en la San Diego Comic-Con de 2016 por Doctor Strange

Al año siguiente, McAdams prestó su voz a la madre de la niña en una versión animada de El Principito, y coprotagonizó con Benedict Cumberbatch la película de superhéroes de Marvel Studios Doctor Strange. Peter Debruge de Variety dijo que McAdams interpretó a «la más competente y humana de las novias de Marvel», mientras que Gregory Ellwood de Indiewire comentó: «No hace falta decir que McAdams nunca obtendrá el crédito que merece por transformar el papel apenas esbozado de la ex colega médica de Strange, Christine Palmer, en un cautivador personaje tridimensional que se siente como una parte integral de la historia incluso cuando ella no lo es». También en 2016, McAdams narró una versión en audiolibro de la novela de L. M. Montgomery Ana la de Tejas Verdes, publicada por el servicio en línea Audible.
Después de una ausencia de un año de la pantalla, McAdams coprotagonizó con Jason Bateman la comedia Game Night (2018). Glenn Kenny de The New York Times dijo que la película sirvió como «un recordatorio de que la Sra. McAdams es una de las actrices cómicas más exitosas y atractivas del cine». Richard Lawson de Vanity Fair sintió que su personaje carecía «de un arco real o de una motivación propia», pero «es un testimonio del talento y el encanto de McAdams, entonces, que no se pierda en la película, que se imponga en cada escena con un brillo ridículo». Ella realizó algunas de sus propias acrobacias al conducir en una escena de escapada. Más tarde, en 2018, McAdams protagonizó junto a Rachel Weisz el drama romántico Disobedience, de Sebastián Lelio, basado en la novela de Naomi Alderman. Manohla Dargis de The New York Times dijo que McAdams «hace un trabajo encantador aquí para transmitir a una mujer angustiada por su situación existencial». En 2020 coprotagonizó con Will Ferrell la película de comedia musical de Netflix Eurovision Song Contest: The Story of Fire Saga.
En diciembre de 2020, McAdams firmó para repetir su personaje de Dr. Christine Palmer en Doctor Strange en el multiverso de la locura. En febrero de 2021 se unió a la película Are You There God? It's Me, Margaret para interpretar el personaje de Barbara Simon. En septiembre del mismo año prestó su voz para la serie animada de Marvel Studios What If...? como Christine Palmer en el capítulo «What If... Doctor Strange Lost His Heart Instead of His Hands?».
En 2023 participó en 3 episodios de la serie Dave, donde se interpretó a sí misma.
En abril del 2024, Rachel McAdams protagonizó la obra de teatro Mary Jane en el teatro Manhattan Theatre Club. El 30 de abril de 2024, Rachel McAdams recibió una nominación a los premios Tony como mejor actriz principal en una obra de teatro por Mary Jane.
En octubre de 2024 se unió a Send Help película de terror dirigida por Sam Raimi, cuyo estreno está programado para el 30 de enero de 2026 en cines.

## Filantropía

### Activismo medioambiental
McAdams es un ambientalista. Dirigió un sitio web de estilo de vida ecológico, GreenIsSexy.org, con dos de sus amigos durante cinco años, de 2007 a 2011. Su casa funciona con energía renovable Bullfrog. Viaja en bicicleta por Toronto y no tiene automóvil, pero conduce cuando está en Los Ángeles porque es «una ciudad más difícil para andar en bicicleta». Se ofreció como voluntaria en Biloxi (Misisipi) y Luisiana en el otoño de 2005 como parte del esfuerzo de limpieza tras el huracán Katrina. McAdams participó en un panel de jueces de TreeHugger/Live Earth en 2007. Solicitó donaciones durante el teletón Canada for Haiti en 2010. Participó en los esfuerzos del «boom capilar» de Matter of Trust tras el derrame de petróleo en el Golfo de México de 2010. En 2011, McAdams apoyó a Foodstock, una protesta contra una mega cantera de piedra caliza propuesta en Melancthon, Ontario. En 2013 filmó dos videos promocionales para el Food & Water First Movement, con el objetivo de preservar las tierras agrícolas de primera calidad y fuentes de agua en Ontario, Canadá. En 2014 narró el largometraje documental Take Me to the River, que investiga qué se está haciendo para intentar salvar ríos emblemáticos. En 2021 participó en un video producido por Stand.earth en el que pedía al gobierno de Columbia Británica, Canadá, que dejara de talar las últimas selvas tropicales antiguas de la provincia.

### Otras causas
En 2006, McAdams participó en la manifestación «Día sin inmigrantes» en Los Ángeles, en protesta por los intentos del gobierno federal de criminalizar aún más a los inmigrantes indocumentados que viven en los Estados Unidos. En 2011 asistió a la manifestación Occupy Toronto. En 2013, McAdams se ofreció como voluntaria con Hábitat para la Humanidad en su ciudad natal de St. Thomas. También ha trabajado con organizaciones benéficas como la Sunshine Foundation de Canadá, la Alzheimer's Association, la READ Campaign, y United Way de Canadá. Es miembro de Represent.Us, una organización activista anticorrupción, y forma parte de su consejo creativo.

## Vida personal
McAdams vive en Harbord Village en Toronto (Ontario, Canadá), compartiendo casa con su hermano menor. También tiene la Green Card (tarjeta de residencia permanente en Estados Unidos).
El 10 de abril de 2018 nació su primogénito, un varón, junto a su pareja, el guionista Jamie Linden, con el que mantiene una relación desde 2016. En agosto de 2020 confirmó que esperaba su segundo hijo con Linden. Durante una entrevista en mayo de 2022, confirmó que había dado a luz a una niña.

## Filmografía

### Cine
| Año  | Título                                          | Papel                           |
| ---- | ----------------------------------------------- | ------------------------------- |
| 2002 | My Name Is Tanino                               | Sally Garfield                  |
| 2002 | Perfect Pie                                     | Patsy Grady (15 años)           |
| 2002 | The Hot Chick                                   | Jessica Spencer / Clive Maxtone |
| 2004 | Mean Girls                                      | Regina George                   |
| 2004 | The Notebook                                    | Allison «Allie» Hamilton        |
| 2005 | Wedding Crashers                                | Claire Cleary                   |
| 2005 | Red Eye                                         | Lisa Reisert                    |
| 2005 | The Family Stone                                | Amy Stone                       |
| 2007 | Married Life                                    | Kay Nesbitt                     |
| 2008 | The Lucky Ones                                  | Colee Dunn                      |
| 2009 | State of Play                                   | Della Frye                      |
| 2009 | The Time Traveler's Wife                        | Claire Abshire                  |
| 2009 | Sherlock Holmes                                 | Irene Adler                     |
| 2010 | Morning Glory                                   | Becky Fuller                    |
| 2011 | Midnight in Paris                               | Inez                            |
| 2011 | Sherlock Holmes: A Game of Shadows              | Irene Adler                     |
| 2012 | The Vow                                         | Paige Collins                   |
| 2012 | Passion                                         | Christine Stanford              |
| 2012 | To the Wonder                                   | Jane                            |
| 2013 | About Time                                      | Mary Lake                       |
| 2014 | A Most Wanted Man                               | Annabel Richter                 |
| 2015 | Every Thing Will Be Fine                        | Sara                            |
| 2015 | The Little Prince                               | La madre (voz)                  |
| 2015 | Spotlight                                       | Sacha Pfeiffer                  |
| 2015 | Aloha                                           | Tracy Woodside                  |
| 2015 | Southpaw                                        | Maureen Hope                    |
| 2016 | Doctor Strange                                  | Christine Palmer                |
| 2017 | Disobedience                                    | Esti Kuperman                   |
| 2018 | Game Night                                      | Annie Davis                     |
| 2020 | Eurovision Song Contest: The Story of Fire Saga | Sigrit Ericksdóttir             |
| 2022 | Doctor Strange in the Multiverse of Madness     | Christine Palmer                |
| 2023 | Are You There God? It's Me, Margaret            | Barbara Simon                   |
| 2026 | Send Help                                       |                                 |

### Televisión
| Año       | Título                  | Papel              | Notas                          |
| --------- | ----------------------- | ------------------ | ------------------------------ |
| 2001      | Shotgun Love Dolls      | Beth Swanson       | Episodio: «Pilot»              |
| 2001      | The Famous Jett Jackson | Hannah Grant       | Episodio: «Food for Thought»   |
| 2002      | Guilt by Association    | Danielle Mason     | Película de televisión         |
| 2002      | Earth: Final Conflict   | Christine Bickwell | Episodio: «Atavus High»        |
| 2003–2005 | Slings and Arrows       | Kate McNeil        | 7 episodios                    |
| 2015      | True Detective          | Ani Bezzerides     | Elenco principal (temporada 2) |
| 2023      | Dave                    | Ella misma         | 3 episodios                    |

## Premios y nominaciones
| Año  | Premio                 | Categoría                                                                                | Trabajo                             | Resultado |
| ---- | ---------------------- | ---------------------------------------------------------------------------------------- | ----------------------------------- | --------- |
| 2002 | Premios Genie          | Mejor actuación por una actriz en un papel de reparto                                    | Perfect Pie                         | Nominada  |
| 2004 | Premios Gemini         | Mejor actuación por una actriz en papel de reparto en una serie dramática                | Slings and Arrows                   | Ganadora  |
| 2005 | Premios MTV Movie      | Mejor actriz revelación                                                                  | Mean Girls                          | Ganadora  |
| 2005 | Premios MTV Movie      | Mejor Villano                                                                            | Mean Girls                          | Nominada  |
| 2005 | Premios MTV Movie      | Mejor equipo en pantalla (compartido con Lindsay Lohan, Lacey Chabert y Amanda Seyfried) | Mean Girls                          | Ganadora  |
| 2005 | Premios MTV Movie      | Mejor actriz                                                                             | The Notebook                        | Nominada  |
| 2005 | Premios MTV Movie      | Mejor beso (compartido con Ryan Gosling)                                                 | The Notebook                        | Ganadora  |
| 2005 | Premios Teen Choice    | Actriz de película – drama                                                               | The Notebook                        | Ganadora  |
| 2005 | Premios Teen Choice    | Química de película (compartido con Ryan Gosling)                                        | The Notebook                        | Ganadora  |
| 2005 | Premios Teen Choice    | Beso de película (compartido con Ryan Gosling)                                           | The Notebook                        | Ganadora  |
| 2005 | Premios Teen Choice    | Escena de amor en una película (compartido con Ryan Gosling)                             | The Notebook                        | Ganadora  |
| 2005 | Premios ShoWest        | Actriz de reparto del año                                                                | Mean Girls y The Notebook           | Ganadora  |
| 2006 | Premios Gemini         | Mejor actuación por una actriz invitada en una serie dramática                           | Slings and Arrows                   | Nominada  |
| 2006 | Premios MTV Movie      | Mejor actuación                                                                          | Red Eye                             | Nominada  |
| 2006 | Premios Teen Choice    | Actriz de película - comedia                                                             | Wedding Crashers y The Family Stone | Ganadora  |
| 2009 | Premios ShoWest        | Estrella femenina del año                                                                | -                                   | Ganadora  |
| 2010 | Premios Teen Choice    | Actriz de película - aventura de acción                                                  | Sherlock Holmes                     | Ganadora  |
| 2012 | Premios Teen Choice    | Actriz de película - drama                                                               | The Vow                             | Nominada  |
| 2012 | Premios MTV Movie      | Mejor beso (compartido con Channing Tatum)                                               | The Vow                             | Nominada  |
| 2013 | People's Choice Awards | Actriz favorita de película dramática                                                    | The Vow                             | Nominada  |
| 2013 | People's Choice Awards | Química favorita en pantalla (compartido con Channing Tatum)                             | The Vow                             | Nominada  |

### Óscar
| Año  | Categoría               | Película  | Resultado |
| ---- | ----------------------- | --------- | --------- |
| 2016 | Mejor actriz de reparto | Spotlight | Nominada  |

### BAFTA
| Año  | Categoría                             | Resultado |
| ---- | ------------------------------------- | --------- |
| 2006 | Premio Orange a la estrella emergente | Nominada  |

### Sindicato de Actores
| Año  | Categoría               | Película          | Resultado |
| ---- | ----------------------- | ----------------- | --------- |
| 2010 | Mejor reparto           | Midnight in Paris | Nominada  |
| 2015 | Mejor actriz de reparto | Spotlight         | Nominada  |
| 2015 | Mejor reparto           | Spotlight         | Ganadora  |

### Crítica Cinematográfica
| Año  | Categoría                            | Película       | Resultado |
| ---- | ------------------------------------ | -------------- | --------- |
| 2015 | Mejor actriz de reparto              | Spotlight      | Nominada  |
| 2015 | Mejor reparto                        | Spotlight      | Ganadora  |
| 2015 | Mejor actriz - Miniserie o telefilme | True Detective | Nominada  |

### Satellite
| Año  | Categoría                                   | Película          | Resultado |
| ---- | ------------------------------------------- | ----------------- | --------- |
| 2005 | Mejor actriz de reparto - Musical o Comedia | The Family Stone  | Nominada  |
| 2010 | Mejor actriz de reparto                     | Midnight in Paris | Nominada  |
| 2015 | Mejor actriz de reparto - Drama             | Spotlight         | Nominada  |
| 2015 | Mejor reparto                               | Spotlight         | Ganadora  |

### Saturn
| Año  | Categoría               | Película        | Resultado |
| ---- | ----------------------- | --------------- | --------- |
| 2005 | Mejor actriz            | Red Eye         | Nominada  |
| 2009 | Mejor actriz de reparto | Sherlock Holmes | Nominada  |